# Kate Wilhelm
Katie Gertrude Meredith, más conocida como Kate Wilhelm (Toledo, Ohio; 8 de junio de 1928-Eugene, Oregón; 8 de marzo de 2018), fue una escritora estadounidense de literatura fantástica, de ciencia ficción y de misterio. Su carrera literaria le ha reportado numerosos galardones, incluyendo 2 premios Hugo y 3 premios Nébula. En 2003 fue incluida en el Salón de la Fama de la Ciencia Ficción, y en 2016 la Asociación de escritores de ciencia ficción y fantasía de Estados Unidos renombró su premio Solsticio como Solsticio Kate Wilhelm en su honor.
Asimismo destaca por su labor junto a su marido Damon Knight en el establecimiento de los talleres literarios Milford Writer’s Workshop y Clarion Workshop, donde fue instructora durante más de dos décadas.

## Vida
Katie Gertrude Meredith nació en Toledo (Ohio), hija de Jesse y Ann Meredith. Se graduó en la high school de Louisville (Kentucky) y trabajó como modelo, telefonista y dependienta de una tienda de ropa. En 1947 se casó con Joseph Wilhelm, con el que tuvo dos hijos. En 1962 se divorció y el año siguiente se casó con el editor, crítico y escritor de ciencia ficción Damon Knight. El matrimonio se trasladó a Eugene (Oregón), donde vivieron juntos hasta el fallecimiento de Knight en 2002. Wilhelm continuó residiendo allí hasta su muerte acaecida en 2018.

## Carrera literaria
Su primer relato de ficción publicado fue The Pint-Size Genie en la revista Fantastic en octubre de 1956. Al año siguiente publicó un relato en la Analog Science Fiction and Fact de John W. Campbell, y diez de sus relatos de ficción especulativa se publicaron entre 1958 y 1959. Su primera novela fue policial, More Bitter Than Death (1963), y su primera novela de ciencia ficción, Invasión subterránea (The Clone, 1965), fue finalista del premio Nébula.
Sus trabajos se han publicado en revistas como The Magazine of Fantasy and Science Fiction, Locus, Amazing Stories, Asimov's Science Fiction, Ellery Queen's Mystery Magazine, Fantastic, Alfred Hitchcock's Mystery Magazine o Cosmopolitan, entre otras muchas.
Junto a su segundo esposo, Damon Knight, fueron mentores de muchos autores noveles y colaboraron en la creación del Taller de Escritores Clarion y del Taller de Escritores Milford. Tras la muerte de Knight en 2002, Wilhelm continuó colaborando en talleres mensuales, así como dando conferencias y otros eventos. En 2012, junto con Richard Wilhelm, Sue Arbuthnot y Jonathan Knight, creó InfinityBox Press, LLC.

## Obra

### Novelas de Barbara Holloway
- Death Qualified: A Mystery of Chaos (1991)
- The Best Defense (1994)
- For the Defense (1996)
- Defense for the Devil (1999)
- No Defense (2000)
- Desperate Measures (2001)
- Clear and Convincing Proof (2003)
- The Unbidden Truth (2004)
- Sleight Of Hand (2006)
- A Wrongful Death (2007)
- Cold Case (2008)
- Heaven is High (2011)
- By Stone By Blade By Fire (2012)

### Novelas y relatos de Constance y Charlie
- The Hamlet Trap (1987)
- The Dark Door (1988)
- Casa inteligente (Smart House, 1989)
- Sweet, Sweet Poison (1990)
- Seven Kinds of Death (1992)
- A Flush of Shadows (1995)
- The Casebook of Constance and Charlie Volumen 1 y 2 (1999)
- Whisper Her Name (2012)

### Otras novelas y colecciones
- More Bitter Than Death (1962)
- The Mile-Long Spaceship (1963)
- Invasión subterránea (The Clone, 1965), con Theodore L. Thomas
- The Nevermore Affair (1966)
- Andover and the Android (1966)
- The Killer Thing (1967)
- The Downstairs Room (1968)
- Let the Fire Fall (1969)
- The Year of the Cloud (1970), con Theodore L. Thomas
- Abyss: Two Novellas (1971)
- Margaret and I (1971)
- City of Cain (1974)
- The Infinity Box (1975)
- Donde solían cantar los dulces pájaros (Where Late the Sweet Birds Sang, 1976)
- The Clewiston Test (1976)
- Fault Lines (1977)
- Somerset Dreams and Other Fiction (1978)
- Juniper Time (1979)
- The Winter Beach (1981)
- A Sense of Shadow (1981)
- Listen, Listen (1981)
- Oh, Susannah! (1982)
- Welcome, Chaos (1983)
- Huysman's Pets (1985)
- Crazy Time (1988)
- Children of the Wind (1989)
- Cambio Bay (1990)
- Naming the Flowers (1992)
- And the Angels Sing (1992)
- Justice for Some (1993)
- The Good Children (1998)
- The Deepest Water (2000)
- Skeletons: A Novel of Suspense (2002)
- The Price of Silence (2005)
- Death of an Artist (2012)

## Premios y reconocimientos
- 1968: Premio Nébula al mejor relato corto por The Planners
- 1977: Premio Locus a la mejor novela por Donde solían cantar los dulces pájaros
- 1977: Premio Hugo a la mejor novela por Donde solían cantar los dulces pájaros[6]
- 1977: Encuesta Locus de 1977, 26ª mejor escritora de ciencia ficción
- 1986: Premio Nébula al mejor relato por The Girl Who Fell into the Sky
- 1987: Premio Nébula al mejor relato corto por Forever Yours, Anna
- 1997: Premio Kurd Lasswitz a la mejor novela extranjera por Inseln im Chaos
- 2006: Premio Hugo al mejor libro de no ficción por Storyteller: Writing Lessons and More from 27 Years of the Clarion Writers’ Workshop[7]

En 2003 fue incluida en el Salón de la Fama de la Ciencia Ficción.
En 2009 recibió uno de tres premios inaugurales del solsticio de la Asociación de escritores de ciencia ficción y fantasía de Estados Unidos (fundada por Knight en 1965), en reconocimiento a «su significativo impacto en el panorama de la ciencia ficción y la fantasía».